# Jaakko Tapanainen
Jaakko Tapanainen (* 19. Januar 2001) ist ein finnischer Skirennläufer.

## Karriere
Tapanainen stammt aus Espoo. Sein internationales Renndebüt gab er am 23. November 2018 bei einem FIS-Slalom in Levi. Sein erstes internationales Großereignis bestritt er im Februar 2019 beim Europäischen Olympischen Winter-Jugendfestival in Sarajevo. Dort belegte er im Slalom den 8. Rang.
Einen ersten internationalen Erfolg feierte Tapanainen im darauffolgenden Jahr bei den Olympischen Jugend-Winterspielen in Lausanne. Gemeinsam mit Rosa Pohjolainen gewann er die Goldmedaille im Teamwettbewerb. Zu Saisonabschluss wurde er finnischer Vizemeister im Slalom.
In den darauffolgenden Jahren startete er abgesehen von internationalen Großereignissen hauptsächlich bei FIS-Rennen.
2023 nahm Tapanainen erstmals an einer Alpinen Skiweltmeisterschaft teil. Bei den Wettkämpfen in Courchevel bzw. Méribel erreichte er seine beste Platzierung mit Rang 21 in der Alpinen Kombination.
Seinen ersten Sieg bei einer kontinentalen Rennserie feierte Tapanainen am 27. September 2024, als er den Super-G von Corralco im Rahmen des South American Cups gewann.

## Erfolge

### Weltmeisterschaften
- Courchevel/Méribel 2023: 21. Alpine Kombination, 36. Abfahrt, 36. Super-G

### Juniorenweltmeisterschaften
- Val di Fassa 2019: DNF Riesenslalom
- Bansko 2021: 15. Slalom, 34. Riesenslalom, 40. Super-G
- Panorama 2022: 5. Mannschaft, 8. Abfahrt, 23. Riesenslalom, 25. Slalom, DSQ Super-G, DSQ Alpine Kombination
- St. Anton 2023: 8. Super-G, 8. Mannschaft, 19. Abfahrt, 22. Slalom, DNF Riesenslalom

### Europacup
- 3 Platzierungen unter den besten 30

### South American Cup
- Saison 2024: 5. Super-G-Wertung
- 2 Platzierungen unter den besten 5, davon ein Sieg

| Datum              | Ort      | Land  | Disziplin |
| ------------------ | -------- | ----- | --------- |
| 27. September 2024 | Corralco | Chile | Super-G   |

### Olympische Jugend-Winterspiele
- Lausanne 2020: 1. Mannschaft, 8. Alpine Kombination, 10. Riesenslalom, 22. Super-G, DNF Slalom

### Weitere Erfolge
- 8 Siege bei FIS-Rennen
- Finnischer Meister in der Abfahrt (2022)
- Finnischer Vizemeister in der Abfahrt (2021, 2024)
- Finnischer Vizemeister im Super-G (2024)
- Finnischer Vizemeister im Riesenslalom (2022)
- Finnischer Vizemeister im Slalom (2020)
- Finnischer Vizemeister im Parallelslalom (2022)
- Bronze bei den finnischen Meisterschaften im Super-G (2022)
- Bronze bei den finnischen Meisterschaften in der Alpinen Kombination (2021, 2022)